# Jerzy Pichelski
Jerzy Pichelski est un acteur polonais né le 27 novembre 1903 à Saratov et décédé le 5 septembre 1963 à Varsovie.

## Filmographie
- 1933 : Szpieg w masce : Jerzy Skalski
- 1938 : Florian (pl) : Alfred Rupejko
- 1938 : Za winy niepopełnione d'Eugeniusz Bodo : Jan Leszczyc
- 1938 : Granica : Zenon Ziembiewicz
- 1938 : Kosciuszko pod Raclawicami : capitaine de cavalerie Kazimierz Brochacki
- 1938 : Ludzie Wisly : Aleksy Woronow
- 1938 : Ostatnia brygada : Zegota
- 1938 : Sygnaly : Piotr
- 1939 : Le Nègre blanc de Leonard Buczkowski : Antoni
- 1939 : Nad Niemnem
- 1939 : Trzy serca : Maciek Tyniecki / Maciek Kudro
- 1943 : Przez lzy do szczescia
- 1948 : La vérité n'a pas de frontière d'Aleksander Ford : Kazimierz Wojtan
- 1956 : Podhale w ogniu : Łętowski
- 1959 : La Dernière Charge : capitaine de cavalerie Chodakiewicz
- 1959 : Varsovie contre Gestapo : Docteur 'Maks'
- 1960 : De la veine à revendre : commandant Wrona-Wronski
- 1960 : Les Chevaliers teutoniques : Powala de Taczew
- 1960 : Tysiac talarów : Director Sloma
- 1962 : Pistolet typu Walter P-38 : commandant d'un détachement de Gwardia Ludowa
- 1963 : Daleka jest droga : un officier